# Marcel Carrière
Pour les articles homonymes, voir Carrière.
Marcel Carrière (né le 16 avril 1935 à Bouchette, dans l'Outaouais au Québec) est un réalisateur, scénariste, monteur, ingénieur du son et directeur de la photographie québécois. 

## Biographie
Marcel Carrière débute dans l'industrie du cinéma en 1956 comme preneur de son à l'Office national du film et participe à plus d'une centaine de productions avec l'ONF. À la fin des années 1970, l'ONF le nomme directeur du Comité du programme français.  
Il participe aussi à la création de l'Institut national de l'image et du son et de la Phonothèque québécoise.
Il est considéré comme un des précurseurs des techniques de captations sonores synchrones dans le cinéma documentaire. Lors du tournage de Pour la suite du monde, il multiplie les innovations tant au niveau des pratiques de captations (microphones  attachés aux vêtements, etc.) que des outils utilisés (magnétophone Nagra III). Son apport au tournage est tel qu'au générique, son nom apparait aux côtés de Pierre Perrault et Michel Brault.

## Filmographie

### comme réalisateur
- 1961 : La Lutte, court métrage documentaire coréalisé par Michel Brault, Claude Fournier, Claude Jutra
- 1963 : Rencontres à Mitzic
- 1963 : Pour la suite du monde
- 1964 : Villeneuve, peintre-barbier
- 1966 : In Search of Medea: The Art of Sylvia Lefkovitz
- 1966 : Bois-Francs
- 1967 : The Indian Speaks
- 1967 : Better Housing for British Columbia
- 1968 : Épisode
- 1969 : With Drums and Trumpets
- 1970 : Hôtel-Château
- 1970 : 10 Miles/Hour
- 1970 : The Battle of St-Denis... Yesterday, Today
- 1972 : Chez nous, c'est chez nous
- 1973 : O.K. ... Laliberté
- 1974 : Ping-pong
- 1974 : Le Grand Voyage
- 1974 : Images de Chine
- 1977 : Ti-mine, Bernie pis la gang...
- 1977 : Jeux de la XXIe olympiade
- 1978 : La Bataille de la Châteauguay
- 1980 : De grâce et d'embarras

### comme scénariste
- 1970 : The Battle of St-Denis... Yesterday, Today
- 1973 : O.K. ... Laliberté

### comme monteur
- 1964 : Villeneuve, peintre-barbier

### comme directeur de la photographie
- 1963 : Pour la suite du monde

## Honneurs
- 2011 : Prix Albert-Tessier[3]